# Бруно Шулц
Бруно Шулц (на полски: Bruno Schulz; роден на 12 юли 1892 г. в Дрохобич, починал на 19 ноември 1942 г. в родния си град) e полски прозаик с еврейски произход, график, живописец, художник и литературен критик.

## Биография

### 1892 – 1914
Бруно Шулц се ражда на 12 юли 1892 г. в Дрохобич, недалеч от Лвов, в семейството на асимилирани евреи. Той е трето дете на 46-годишния Якуб Шулц, син на търговец на текстил, и Хенриета Кумеркар, дъщеря на заможен търговец на дървен материал. След раждането на Бруно, родителите му сключват брак. Детето е ритуално обрязано и заедно със семейството си остава част от общността с еврейско вероизповедание, но семейство Шулц не съхранява еврейските традиции и в дома им се говори само на полски.
Бруно Шулц отраства в дом №10 край площада в Дрохобич. Семейството обитава първия етаж на един от ъгловите домове, на чийто партер се помещава магазин за текстилни стоки. Именно този дом (днес вече несъществуващ, тъй като е опожарен от руснаците при военните им действия през 1915 г.) е описан в цикъла разкази „Канелените магазини“.
В периода 1902 – 1910 г. Шулц е ученик в училище „Франц Йосиф“ в Дрохобич. От запазените до днес свидетелства се вижда, че е бил един от най-добрите ученици в училището. През 1910 г. взема зрелостния си изпит с отличие и се записва да учи архитектура във Факултета по наземно строителство на Лвовска политехника. Още след първата година обаче развива сериозно заболяване на сърцето и белия дроб и се налага да прекъсне следването си.
През юни 1911 г. в Дрохобич се провеждат избори, записали се в историята като „кървави“. Поради фалшифициране на изборите се стига до размирици и бунтове по улиците на града. За да въдвори ред, войската открива огън по улиците на града. По официални данни са загинали 26 души, а 47 са ранени. Шулц наблюдава тези събития от прозореца на дома си. Те разтърсват силно младия творец и намират отражение в по-късното му творчество.
Прогресиращото заболяване на Бруно става причина за тежка финансова ситуация в семейството. Магазинът е затворен, домът е продаден и през 1914 г. семейството се премества при омъжената сестра на Бруно, Ханна Хофман, на улица „Беднарска“ (по онова време „Флорианска“ № 10). Братът на Бруно, Изидор (роден 1881 г.), заемащ ръководна длъжност в нефтена компания в Лвов, им оказва финансова помощ.
Малко преди това, след двегодишно прекъсване (включващо и няколко пребивавания в близкия курорт Трускавец), необходимо му за да се възстанови след боледуването, Шулц се връща в Лвовската политехника, за да продължи образованието си през академичната 1913/1914 г. Много скоро обаче отново му се налага да прекъсне следването си, този път поради избухването на войната. Заедно с родителите си, опасяващи се от руска офанзива, заминава за Виена. По това време столицата на Австро-унгарската империя е един от най-големите културни центрове в Европа и нейната атмосфера несъмнено оказва влияние върху формирането на Шулц. В продължение на няколко месеца той учи във виенската политехника, като едновременно с това посещава и занятия в Академията по изящни изкуства. Не завършва обаче нито едно от двете си следвания.

### 1915 – 1933
През 1915 г. семейство Шулц се връща в Дрохобич, но още през същата година след тежко боледуване на 69 години умира Якуб Шулц. За Бруно това е огромна загуба, за което свидетелстват и неговите разкази, в които баща му е един от централните образи.
През 1918 г. Шулц става член на групата „Kalleia“ (Красиви неща), която обединява еврейската интелигенция с артистични интереси. Чете много, преди всичко художествена литература, но също и книги от областта на точните науки – физика и математика. За да подпомогне семейния бюджет Бруно Шулц опитва да рисува портрети по поръчка, но за съжаление без особен успех. През 1922 г. представя творбите си на две колективни изложби: във варшавската галерия „Захента“ (на полски „Zachęta“) и в Дружеството на приятелите на изящните изкуства в Лвов. През септември същата година заминава за един месец на Кудова, за да стабилизира крехкото си здраве. През следващата година представя творбите си на „Изложба на творбите на еврейски художници“ във Вилнюс.
Няколко пъти прави опити да започне постоянна работа, но започва такава едва през есента на 1924 г. Става учител в училището, което той самият е завършил, след Първата световна война Държавно училище „Крал Владислав Ягело“ в Дрохобич.
Първоначално преподава само рисуване, а по-късно води и занятия по ръчен труд, за определено време и занятия по математика. Работи допълнително като учител в други училища. В държаното училище работи почти до края на живота си (до 1941 г.), като с годините му се налага да се бори със здравословни проблеми и с липсата на диплома за завършено висше образование. Стига се дори до момент, в който губи работата си и се налага да положи допълнителни изпити. Дребният и скромен Шулц не винаги успява да се справи с недисциплинираните ученици. Не обича работата си, често се оплаква от нея в писма до своите приятели.
През 1928 г. Бруно Шулц, противно на волята си, става герой в местен скандал. В санаториума в Трускавец е организирана експозиция на негови рисунки, графики и маслени картини от цикъла „Идолопоклонническа книга“ (Xięga bałwochwalcza). Председателя на Клуба на християнската демокрация – Максимилиан Тюли е обиден от съдържанието на творбите и обвинява автора в порнография. Въпреки исканията на политика обаче, изложбата не е закрита.
През 1930 г. Шулц показва творбите си от областта на пластичното изкуство в лвовския Есенен салон и в Еврейското дружество за разпространение на изящните изкуства в Краков, а през 1931 г. в Дружеството на приятелите на изящните изкуства в Краков. През същата година в ателието на Виткаци в Закопане се запознава с Дебора Фогел, писателка, критик и преводач, която пише на полски, идиш и иврит. През 1932 г. се запознава със Стефан Шуман, известен педагог, професор по психология и почитател на литературата. Възхитен от ръкописа на „Канелените магазини“, Шуман се опитва да намери издател за книгата, но за съжаление не успява. През пролетта на 1933 г. Шулц се запознава с Йозефина Шелинска, бъдещата си годеница.

### 1933 – 1939
Бруно Шулц може би никога не би придобил известност извън Дрохобич, ако познатите му не му бяха оказали помощ и предложили посредничество. Именно благодарение на свои познати през 1933 г. Шулц се среща със Зофия Налковска и тази среща се оказва преломна за литературната му кариера. Налковска приема изключително радушно ръкописа на „Канелените магазини“ и веднага полага усилия книгата да бъде издадена. Разказите са издадени от издателство „Руй“ (на полски „Rój“) през 1934 г. Книгата предизвиква множество рецензии, част от тях са изпълнени с ентусиазъм, а друга част с не особено ласкави коментари, като последните са преди всичко от средите на националната десница. За изключително кратко време за полската общност Шулц се превръща от анонимен писател в известна личност. Малко преди това (през 1933 г.) Шулц дебютира във „Вядомошчи литерацкие“ (на полски „Wiadomościach Literackich“) с разказа си „Птици“ (на полски „Ptaki“).
Първите успехи не променят много ежедневието му. Писателят продължава да се бори с проблемите в училище, а и става единственият, който осигурява прехрана за семейството, състоящо се от майка му, овдовялата му сестра Ханя Хофман с двете си деца, както и братовчедка му. През 1931 г. умира майката на Бурно – Хенриета Шулц, а четири години по-късно умира и по-големият му брат, Изидор. Стоварилата се върху плещите му тежест да издържа семейството го свързва още по-силно с провинциалния Дрохобич. През 1936 г. му е присъдена титлата „професор“, благодарение на което вече не се налага да се тревожи толкова много за това, че може да изгуби работата си. След много усилия успява най-сетне да получи и платен отпуск, който използва от януари до юни 1936 г., време, в което създава изключителните разкази „Пролет“, „Есен“ и „Република на мечите“.
По време на пътуванията си до Лвов, Варшава и Закопане Шулц се запознава с много писатели, художници и критици. Резултат от тези познанства е кореспонденцията му с Витолд Гомбрович, Артур Сандауер и Виткаци, които подкрепят автора на „Канелените магазини“, пишейки за неговото творчество с огромен ентусиазъм. Топло се изказват за разказите му и Тадеуш Бреза, Леон Пивински, Вацлав Берент, Леополд Стаф и Юлиян Тувим, като последният заедно с Антони Слонимски и Адолф Новачински предлага „Канелените магазини“ като кандидат за наградата на „Вядомошчи литерацкие“. Най-важен поддръжник и същевременно приятел на писателя си остава Зофия Налковска, с която Шулц е свързан и с мимолетен роман (1934 г.).
През 1934 г. в литературната преса са публикувани поредните му произведения. „Втора есен“ (на полски „Druga jesień“) излиза в „Камение“ (на полски „Kamenie“), „Юлска нощ“ (на полски „Noc lipcowa“) в „Сигнали“ (на полски „Sygnały“), а „Гениална епоха“ (на полски „Genialna epoka“) във „Вядомошчи литерацкие“.
През 1935 г. Шулц се сгодява за Юзефина Шелинска, а през следващата година изпраща на родителите ѝ писмо, за да ги информира, че планира да сключи с нея брак. По това време и двамата работят над превода на „Процесът“ на Франц Кафка, издаден година по-късно от издателство „Руй“. През същата – 1935 г. в пресата излизат поредните му разкази: „Книга“, публикуван в „Скамандър“, и „Додо“, публикуван в „Тигодник илюстровани“, „Баща ми става пожарникар“, „Санаториум „Клепсидра“ и „Пенсионер“ във „Вядомошчи литерацкие“, както и фрагмент от „Пролет“ в „Камение“.В „Тигодник илюстровани“ са публикувани и есетата „До Станислав Игнаци Виткевич“ и „Раждат се легенди“.
През февруари 1936 г. прави постъпления през еврейската община и се сдобива със статус налице без вероизповедание. Прави това, за да получи възможност да се ожени за Юзефина Шелинска, еврейка, която е приела католицизма.
Появява се обаче и друг проблем: писателят не успява да получи фиктивна регистрация за местоживеене на територията, намирала се под пруска власт, където законите за сключване на брак са по-либерални. Плановете за женитба завършват с фиаско. Година по-късно годежът е прекратен и от формална гледна точка до края на живота си Шулц не се свързва с никого.
По същото време писателят прави опити да се премести във Варшава, но усилията му остават напразни. Неуспешни са и опитите му да накара австрийските и италианските издатели да се заинтересуват от разказите му. Успява обаче да започне постоянна работа във „Вядомошчи литерацкие“, като рецензент на нови литературни творби. „Вядомошчи литерацкие“ публикува и поредните му творби: „Последното бягство на баща ми“ и „Мъртъв сезон“, а на страниците на списание „Студио“ излиза разказа „За себе си“, издаден в сборника "Санаториум „Клепсидра" със заглавие „Самота“.
През 1937 г. издателство „Руй“ публикува сборника "Санаториум „Клепсидра". Книгата получава многобройни рецензии в пресата и утвърждава позицията на Шулц в новата полска литература, доказателство за което е и наградата Złoty Wawrzyn Akademicki, присъдена му от Полската академия по литература. През същата година е създадена и новелата Die Heimkehr („Завръщане у дома“), написана на немски език, с която Шулц се опитва да заинтересува Томас Ман. В личния си живот води кореспонденция и доколкото това е възможно се среща с Романа Халперн, кравсива жена от варшавските артистични среди, модел от портретите на Виткаци. През лятото на 1938 г., заобикаляйки обхванатата от нацистка треска Германия, заминава на пътуване до Париж.Отправя се на това пътуване до Франция с надеждата да организира там изложба, затова взема със себе си много от своите рисунки. Периодът обаче е ваканционен, което осуетява много от срещите му с влиятелни личности и в крайна сметка не се стига до организирането на изложба. В Полша излизат разказите му „Комета“ и „Отечество“, както и есето за „Фердидурка“ на Витолд Гомбрович – Шулц прави и проект за корицата на първото издание на тази книга.
Шулц никога повече не издава разкази. Преди избухването на втората световна война през 1939 г. варшавският „Скамандър“ публикува статията му „Зофия Налковска на фона на новия ѝ роман“, а пред „Вядомошчи литерацкие“ писателят споделя няколко подробности относно книгата, която подготвя и която според плановете му ще се състои от четири разказа.
В периода между двете войни, макар да не проявява обществена активност, Шулц се проявява като привърженик и симпатизант на социалната левица.

### 1939 – 1942
На 11 септември хитлеристка Германия нахлува в Дрохобич. Веднага се стига до прояви на насилие, които спрямо еврейската общност са особено брутални. В резултат на агресията на СССР срещу Полша и на решенията на пакта Рибентроп-Молотов, на 24 септември немските войски се изтеглят от Дрохобич, отстъпвайки го на Червената армия. Шулц продължава да работи в училището, но материалната му ситуация, както и тази на семейството му се влошава, новата комунистическа власт го принуждава да прави някои отстъпки – да участва в комисии и да прави пропагандни плакати и портрети на съветски политици, в това число и на Сталин. Но дори и това се оказва твърде опасно: достатъчно е в картина като „Червената армия освобождава народа на западна Украйна“ да бъдат използвани синьо-жълти цветове (цветовете на украинското знаме) и НКВД може да те арестува за подкрепа на украинския национализъм.
До 1941 г. Шулц се опитва да си намери място в новата ситуация. Изпраща в едно от московските издателства, споменатия вече Die Heimkehr, но среща отрицателна реакция. Безуспешни са и опитите му да работи в организираната от Съветския съюз литературна преса. Редакцията на лвовското издание „Нове виднокренги“ (на полски „Nowe Widnokręgi“), ръководена от отявлената комунистка Ванда Вашилевска, отхвърля разказа му, определяйки го като твърде близък до прозата на ... Пруст. Прозата на Шулц не съвпада с очакванията на комунистите, защото не може да бъде използвана като инструмент за индокринация. И двата споменати текста изчезват точно в този период, същото се случва и с обвития в легенда роман „Месията“, създаден най-вероятно именно по това време.
На 1 юли 1941 г. хитлеристките войски отново нахлуват в Дрохобич и започват репресии спрямо евреите. През есента на същата година е създадено гето, в което попада и семейството на Шулц. Писателят губи работата си, тъй като училищата са затворени. Евреите са принуждавани да извършват робски труд, имуществата им са конфискувани, започват масови избивания, извършвани в околните гори. Всички тези действия имат за цел да унищожат еврейската общност.
Първоначално Шулц е разпределен да подрежда книгите, които хитлеристите заграбват от манастира на йезуитите в Хиров. Поставен е „под закрилата“ на Феликс Ландау, гестаповец, който лично взема участие в клането на еврейско населени (запазени са писмени свидетелства за това) и има навика да стреля от балкона по евреите, които са спрели работата си. Немецът използва уменията на Шулц като художник и го кара да украси с приказни композиции стените на детската стая в дома на Ландау, да декорира гестаповското казино и сградата на училището по конна езда (Reitschule). В този период са създадени и няколко портрета на „закрилника“, които обаче не са запазени до наши дни. За Ландау Шулц се оказва много полезен, но писателят няма как да се чувства в безопасност – около него се вилнее терор, от ръката на хитлеристите загиват приятели и познати на писателя. Страхувайки се за живота си и за живота на своите близки, той започва да обмисля бягство от гетото.
Злощастният ден настъпва в четвъртък (т. нар. „черен четвъртък“) на 19 ноември 1942 г., около обяд. Писателят най-вероятно е отивал за хляб за из път – през нощта планира да избяга от гетото и да замине за Варшава, когато попада в т. нар. „дива акция“ на Гестапо, при която хитлеристите безразборно избиват евреи по улиците, за да отмъстят за това, че един немски войник е бил прострелян. Шулц е застрелян на ъгъла на улица „Мацкевич“ и улица „Чацки“. Според друга версия Шулц не е гладувал в гетото и не се е налагало да отиде за хляб. Той просто е бил на улицата и не е застрелян случайно, както се твърди, а съвсем целенасочено – с два изстрела в тила. Убиецът му вероятно е Карл Гюнтер, немски офицер, чието протеже – зъболекар от Лвов, е било застрелян преди това от Ландау. По този начин насилствената смърт на Шулц се оказва акт на отмъщение и уреждане на сметки между хитлеристи, версия която разпространява песента на „Салон на независимите“ (на полски Salon Niezależnych).Шулц загива на около 100 метра от първия си семеен дом край площада. Тялото му остава да лежи на улицата през целия ден, тъй като е забранено да бъде погребано. Предполага се, че е положен в общ гроб, който не е открит след войната. Няколко души твърдят, че са погребали тленните останки на Шулц, като всеки от тях посочва различно място и различни обстоятелства около погребването.

## Художествено творчество
В действителност Шулц е самоук художник – не завършва висше образование нито в Лвов, нито във Виена. Повечето от творбите му, достигнали до нас, са от 30-те години на миналия век. Изключение правят графиките от цикъла „Идолопоклонническа книга“, създадени чрез рядко прилаганата техника cliché-verre, които са създадени в началото на 20-те години. Станислав Игнаци Виткевич високо цени тези торби и нарича Бруно Шулц „демонолог“, вървящ по пътя, начертан от великите европейски художници: Лукас Кранах, Албрехт Дюрер, Матиас Грюневалд, както и Едуард Мунк и Обри Биърдсли. От своя страна Дебора Фогел вижда в използваните от Шулц гротески, комизъм и карикатури близост с Йеронимус Бош, Ото Дикс и преди всичко с Франциско Гоя.
Композициите в „Идолопоклонническа книга“ са изградени на принципа на контраста между представите на мъжете и жените. Дамите са идеализирани, висши, почти божествени същества, а мъжете са тяхна противоположност: уродливи същества, често с животински черти, роби, подчинени на женските заповеди. Много от мъжките образи напомнят самия автор, някои дори могат да бъдат определени като автопортрети. Сюжетът на графиките има второстепенно значение, макар на места да са вплетени митологични и дори библейски елементи. По-съществени са аурата на тайнственост на изобразените сцени и мрачната, двузначна атмосфера, в която отчетливо се усеща огромен емоционален заряд.
Останалите запазени произведения са рисунки с перо или молив, както и едно маслено платно от 1920 г.: Среща. Тази картина е представена за пръв път през 1992 г. във варшавския Музей на литературата в рамките на изложбата „Ad memoriam. Bruno Schulz 1892 – 1942“. Това са само част от творбите на художника – повечето изчезват по време на Втората световна война.
Творчеството на Шулц – както художественото, така и литературното, представлява разказ за неговите собствени слабости и комплекси, на сложните пътища на психиката му. Постоянно повтарящи се мотиви са жената ангел, идолът и идолопоклонникът, садомазохистични сцени, сцени край масата, сцени на улицата, файтонът, юдаика. Освен споменатите по-горе творби са се запазили и портрети и автопортрети на Шулц, проекти за собствените му книги, илюстрации към разказите му, както и илюстрации към първото издание на „Фердидурке“ на Витолд Гомбрович. Открити са и рисунки, които най-вероятно са били илюстрации към загубения „Месията“.
Фон на сцените е Дрохобич, който постоянно присъства в творчеството на Шулц. В картините, както и в прозата му, многократно се появяват: кулата на градския съвет в Дрохобич, домовете, издигащи се край площада, катедралите и синагогите. Сред изобразените фигури могат да бъдат разпознати лица от най-близкото обкръжение на Шулц: членове на семейството му и приятели, както характерни образи от Дрохобич, като например госпожица Кузив, дъщеря на украински адвокат и девойка с провокативна красота.
Най-богата колекция от творби на Шулц, повече от триста обекта, е притежание на Музея на литературата „Адам Мицкевич“ във Варшава.
През февруари 2001 г. в Дрохобич, в дома, обитаван по време на войната от Ландау, са открити фрески, които Шулц създава по нареждане на гестаповеца. През май същата година представители на израелския институт „Яд ва-Шем“ изрязват от стената част от фреските и тайно ги закарват в Йерусалим. Украинските власти провеждат следствие по въпроса, прекратено през 2007 г., без да бъде установено нарушение, тъй като по онова време фреските не са били включени в списъка на забележителностите. През 2007 г. директорът на музея „Drohobyczczyna“ в Дрохобич сключва от името на Украйна договор с израелските власти, според който фреските са собственост на Украйна, а тя ги предоставя като многогодишен депозит на институт „Яд ва-Шем“. Частите, останали от фреските след 2001 г, са пренесени в музея в Дрохобич. В Полша са представени за пръв път през 2003 г. във Варшава, Вроцлав и Гданск, в рамките на изложбата „Република на мечтите“ (на полски Republika Marzeń). Те показват непознати дотогава мотиви от творчеството на Шулц.

## Литературно творчество
Литературното наследство, оставено от Шулц, е скромно от гледна точка на количеството – два тома разкази: „Канелените магазини“ и „Санаториум „Клепсидра“, както и няколко произведения, които писателят не включва в първите издания на споменатите сборници. Не бива да бъдат пропускани и сборникът с писма „Книга на писмата“ (на полски „Księga listów“), издаден през 1975 г. както и критическите скици, които Шулц публикува на страниците на пресата. Някои от произведенията на Шулц са изгубени: разкази от началото на 40-те, и черновите на романа „Месията“.
И двата цикъла – „Канелените магазини“ и „Санаториум „Клепсидра“, представляват своеобразни описания на живота на полските евреи от малките градчета и могат да бъдат определени като автобиография на писателя, създадена чрез поетиката на съня. Границата между реалността и мита е заличена, авторът пътува в света на детството си, който възприема като най-важния период от живота на човека, времето сякаш се върти в кръг, а повторяемостта на сезоните има предимство пред линейната последователност на събитията.
Главен герой на разказите е Юзеф, който е отражение на самия автор. Паралелно с него се появява Якуб, бащата на героя: разказвач, демиург, чудотворец. И ако мъжът при Шулц изглежда олицетворение на интелекта, то жените се отъждествяват с материята, с това, което е практично, а не поетично, което обаче не намалява еротично възхищение към тях, нито силата, с която въздействат върху героите. Реалността, заобикаляща героя изглежда живее свой собствен, независим живот.
Характерен е и езикът на тази проза: необикновено богат, поетичен, изпълнен с архаизми, сякаш Шулц открива наново значението на думите.
Светът, описван в разказите е основан върху личния опит, героят явно притежава чертите на самия писател, но все пак е нещо съвсем различно от отражение на действителността. Авторът сам определя метода си като „митологизация на реалността“ което се превръща във важно понятие при интерпретацията на текстовете му. Описаните истории се вписват в митологичния порядък, носят универсални характеристики. В авторския предговор към „Канелените магазини“ четем: „В тази книга е направен опит да се извлече историята на едно семейство, на един провинциален дом, но не въз основа на реални елементи, събития и характери, нито на истински съдби, а чрез търсене на митични съдържания, на крайния смисъл на тази история“.
Най-важен за творчеството на Шулц е митът за раждането, за началото на живота, обвързвайки го с опитите да се стигне до изначалния смисъл на думите и до откриван на единството на света. Необикновено развитата метафорика служи именно на тази цел – да бъдат намерени основните значения (подобно на библията, в която „в началото бе Словото“), чрез ново съчетаване на думите, направено в рамките на поезията. На това ниво на прочит на текста се появяват различни мнения: много от изследователите, преди всичко такива с еврейски произход, обясняват явленията в творчеството на Шулц от позицията на юдаистичната философия и мистика, други доказват, че кабала е само един от многото пътища за интерпретация на творчеството му. Доказателство за последното са представени в „Книга на блясъка. Трактат за кабала в творчеството на Бруно Шулц“ (Księga blasku. Traktat o kabale w prozie Brunona Schulza) чийто автор е Владислав Панас.
Един от важните елементи е дихотомията експанзията – регресията, вписана в естествения порядък на човешкия живот: неговите младост и старост. Експанзията се свързва с приключението, с избуяването, с разцъфтяването и пролетта, но и с объркването, най-често в лабиринти (тези пътувания се свързват с психоанализата на Зигмунд Фройд и с аналитичната психологията на Карл Густав Юнг). Точката на заминаване и завръщане винаги е родният дом край площада в Дрохобич, който сякаш е център на вселената, реално място, изпълнено със значения. Колкото по-далеч се намира героят от дома, толкова по-размита става реалността, като се заличават контурите на смисъла и значението.
Еротизмът в разказите не е пряко експониран, като при рисунките и графиките. Представлява по-скоро определена аура, натрупване на символи или на повече или по-малко скрити значения. Важни мотиви са инициацията и плодовитостта, показана чрез редуването на годишните времена. Пролетта се отъждествява с революцията, с преобръщане на съществуващия ред. Младият герой, вдъхновен от фантастичните истории на кралските династии иска да достигне до тайната на битието. Той търси Книгата, „майката на всички книги“, в която са скрити отговорите на всички основни въпроси (Книгата също се свързва с юдаизма и с Тора). Важна роля играе класьорът с пощенски марки, чиято екзотика разкрива характерното за времето на Шулц възхищение от далечни страни.
Творчеството на Шулц бива сравнявано с модернистичния експресионизъм на Франц Кафка, бива свързвано със сюрреализма, креационизма, психоанализата. Самият Шулц цени творчеството на Райнер Мария Рилке, Кафка и Томас Ман.
На Шулц се приписва авторството на първия полски превод на „Процесът“ на Кафка, но днес повечето изследователи са убедени, че преводът е дело на неговата годеница Юзефина Шелинска, позната на читателите от посвещението на „Санаториум „Клепсидра“.

## Театър
Сред десетките полски сценични реализации са „Санаториум „Клепсидра“ на Студиото за пантомима на Шчечинска политехника – 1971 г., „Канелените магазини“ на режисьора Ришард Майор от 1976 г. и „Република на мечтите“ на режисьора Рудолф Жоли от 1987 г., „Санаториум „Клепсидра“ на режисьора Ян Пешек, както и „Последно бягство“ с режисьор Александър Максимяк, спектакъл реализиран във Вроцлавския куклен театър през 2004 г. В своите авторски спектакли, и най-вече в „Мъртвият клас“ от 1975 г, Тадеуш Кантор също препраща към творчеството на Шулц. Това е творчество, което вдъхновява театрали от цял свят и непрекъснато се създават нови театрални постановки, базиращи се на него.

### Филми
Първият опит за филмова адаптация, получил широка световна разгласа, е „Санаториум „Клепсидра“ от 1973 г, под режисурата на Войчех Йежи Хас. Филмът на Хас има висока художествена стойност (с особено високо ниво на сценографията), но не може да бъде определен като екранизация на разказите на Шулц.
Street of Crocodiles („Улицата на крокодилите“) от 1986 г. е режисиран от Стивън и Тимъти Куей, известни като братята Куей. Очаровани от творчеството на Шулц и от кътчето на света, в което той живее и твори, снимат късометражен, частично анимиран филм. Разказът от заглавието е само отправна точка за свободната художествена визия. Филмът на братя Куей, предизвиква интереса на Западна Европа и Съединените щати към творчеството на Шулц. Братя Куей подготвят поредната адаптация на Шулц – на „Санаториум „Клепсидра“.
Ян Рубковски създава филмова импресия за графиките на Шулц, наречена „Небе без слънце“ (1966). С атмосферата на разказите му са свързани също и забравените денс късометражни филми на Алина Скиба, авторка на „Багаж“ (1979), „Автобиография на Бруно Шулц, намерена в чекмеджето“ (1979) и „Доставка на билети навреме“ (1984).
През 1987 г. е създаден британско-немски игрален филм, базиран на биографията на писателя. Режисурата е на Йенс Карл Елерс, а сценографията е дело на Алан Старски. През 1992 г. двамата се срещат отново на филмовата площадка, за да създадат полско-немската продукция „Republik der Träume“ (Република на мечтите), с международен актьорски състав и музика на Зигмунт Конечни. Филмът е опит за реконструкция на изчезналия свят на Шулц, скица на вътрешния портрет на твореца.
През 2014 г. е създаден филмът „Бруно Шулц“ под режисурата на Адам Шикора. Филмът обединява различни форми на разказа: документален разказ, анимация и инсценизация, включени са и разговори с някогашните ученици на Шулц.

### Изобразително изкуство
Шулц постоянно интригува въображението на художниците. В периода 2004 – 2007 галерии в Полша и в чужбина представят изложбата „В кръга на Шулц“. В нея участват художници, които в различни етапи на своето творчество са били вдъхновени от автора на „Канелените магазини“: Кейстут Бережницки, Роман Чешлевич, Анджей Дуджински, Едвард Двурник, Януш Капуста, Рафал Олбински, Хенрик Савка, Франчишек Старовейски, Хенрик Ваниек.
На автора на „Идолопоклонническа книга“ са посветили свои отделни творби или цикли: Сабина Весс, Влоджимеж Финке, Волфганг Дефант, Кшиштоф М. Бернарски, Магдалена Наленч, Мариан Бочановски, Веслав Шумински, Виталий Садовски и много други.
„Календар на спомените по Бруно Шулц“ цикъл картини на Мира Желеховер-Алекшюн. Художничката е вдъхновена от сътрудничество с американския театър Double Edge в Масачузетс. Театралите са заинтересовани от полския писател с еврейски произход и през 2006 г. предлагат на Мира Желеховер-Алекшюн да им сътрудничи при създаване на сценографията на спектакъла ”Република на мечтите”, създаден по писма и избрани текстове на Бруно Шулц.
Картите представляват страници от тринадесетмесечния еврейски календар във високосна година месец адар и затова разказите на Шулц са 13 (13 opowiadań Schulza, i 13 miesięcy). Картините съдържат цитати от рисунки на Шулц и коментари на художничката, свързани с традицията да се чете Тора за съответната седмица.

### Музика
През 2005 г. излиза албумът Sanatorium under the sign of the Hourglass. A tribute to Bruno Schulz на групата The Cracow Klezmer Band, записан съвместно с американския музикант Джон Зорн. В записа участва и полската джаз вокалистка Гражина Аугушчик. Музиката е израз на сюрреалистични визии, инспирирани от творчеството на Шулц и обединява носталгията по миналото и специфичния поглед върху настоящето.
През 2007 г. в Театър на плажа в Сопот се състои премиерата на музикалния спектакъл „Песни по Шулц“ по текстове на Анджей Ромски, вдъхновен от „Канелените магазини“.
Яцек Клейф, полски бард и поет, е автор на песента „O śmierci Brunona Schulza“ („За смъртта на Бруно Шулц“ (1975).

### Картография
На 10 юли 2009 г. градската библиотека „Хероним Лопачински“ в Люблин издава карта „Бруно Шулц и Дрохобич“, чийто автор е Йежи Яцек Бойарски. Картата съдържа 67 фотографии, легенда на съответстващите им точки, свързани с Бруно Шулц и Дрохобич. Картата е издадена в тираж 500 екземпляра.
На 6 май 2010 г., по повод наближаващия IV Международен фестивал „Бруно Шулц“ (24 – 30 май 2010 г.) картата, поради ограничения ѝ тираж е публикувана в интерактивна онлайн версия на страниците на „Niecodziennik Biblioteczny“ („Библиотечен неежедневник“).

## Увековечаване
С Решение от 3 август 2012 г., Сенатът на република Полша определя месец ноември 2012 г. за месец на Бруно Шулц. От 5 януари 1981 г. улица във Варшава, намираща се в квартал Беляни носи името на Бруно Шулц.